# David Aaronovitch
David Aaronovitch (* 8. července 1954) je britským novinářem, hlasatelem a spisovatelem. Je pravidelným sloupkařem v The Times, a je autorem knihy Paddling to Jerusalem: An Aquatic Tour of Our Small Country (2000). Vyhrál cenu George Orwella za politickou novinářskou práci v letech 1998 a 2001.

## Život
Aaronovitch je synem zesnulého ekonoma a komunisty Sama Aaronovitče, a bratr herce Owena Aaronovitče a scenáristy Bena Aaronovitče. Navštěvoval Gospel Oak Primary School do roku 1965, Holloway County Comprehensive v letech 1965–68, a William Ellis School v letech 1968–72.
Studoval moderní historii na Balliol College v Oxfordu od října 1972 do dubna 1974, pak byl vyloučen pro nezvládnutí části zkoušek. Dokončil svá studia na universitě v Manchesteru. Promoval roku 1978 jako bakalář umění.

## Dílo
- Paddling to Jerusalem: An Aquatic Tour of Our Small Country (Fourth Estate, 2000) ISBN 1-84115-540-3
- Excuses For Terror, dokumentární film